# خيسوس بيروكال
خيسوس بيروكال (بالإسبانية: Jesús Berrocal Campos)‏ هو لاعب كرة قدم إسباني، ولد في 5 فبراير 1988 في قرطبة في إسبانيا. شارك مع منتخب إسبانيا تحت 19 سنة لكرة القدم. أما مع النوادي، فقد لعب مع بونفيرادينا وراسينغ سانتاندير وريال مدريد ج وريال مدريد كاستيا وريكرياتيفو ونادي بوريرام يونايتد ونادي سبتة ونادي غرناطة.

## وصلات خارجية
- خيسوس بيروكال على موقع قاعدة بيانات كرة القدم.إي يو (الإنجليزية)
- خيسوس بيروكال على موقع Soccerway.com (الإنجليزية)
- خيسوس بيروكال على موقع AS.com (الإسبانية)